# Vojvođanska nogometna liga 1960./61.
Vojvođanska nogometna liga, također i kao Vojvođanska zona je bila liga trećeg stupnja nogometnog prvenstva Jugoslavije u sezoni 1960./61. Sudjelovalo je 12 klubova, a prvak je bilo "Bratstvo Jedinstvo" iz Bečeja. 

## Ljestvica
| mj. | klub                     | ut. | pob. | ner. | por. | gol+ | gol- | bod |
| --- | ------------------------ | --- | ---- | ---- | ---- | ---- | ---- | --- |
| 1.  | Bratstvo Jedinstvo Bečej | 22  | 12   | 4    | 6    | 42   | 33   | 28  |
| 2.  | Železničar Inđija        | 22  | 11   | 5    | 6    | 40   | 33   | 27  |
| 3.  | Proleter Zrenjanin       | 22  | 10   | 6    | 6    | 44   | 26   | 26  |
| 4.  | Hajduk Kula              | 22  | 8    | 10   | 4    | 45   | 30   | 26  |
| 5.  | Vršac                    | 22  | 9    | 7    | 6    | 35   | 24   | 25  |
| 6.  | Sloven Ruma              | 22  | 9    | 7    | 6    | 35   | 31   | 25  |
| 7.  | Radnik Vrbas             | 22  | 10   | 4    | 8    | 33   | 32   | 24  |
| 8.  | Banat Kikinda            | 22  | 9    | 5    | 8    | 41   | 39   | 23  |
| 9.  | Subotica                 | 22  | 7    | 6    | 9    | 45   | 40   | 20  |
| 10. | BAK Bela Crkva           | 22  | 7    | 5    | 10   | 35   | 37   | 19  |
| 11. | Dinamo Pančevo           | 22  | 3    | 5    | 14   | 23   | 40   | 11  |
| 12. | Rusanda Melenci          | 22  | 3    | 4    | 15   | 25   | 75   | 10  |

## Rezultatska križaljka
| kratica | klub                     | BAK | BAN | BRAJ | DIN | HAJ | PRO | RAD | RUS | SLO | SUB | VRŠ | ŽEL |
| --- | ------------------------ | --- | --- | ---- | --- | --- | --- | --- | --- | --- | --- | --- | --- |
| BAK | BAK Bela Crkva           |     |     |      |     |     |     |     |     |     |     |     |     |
| BAN | Banat Kikinda            |     |     |      |     |     |     |     |     |     |     |     |     |
| BRAJ | Bratstvo Jedinstvo Bečej |     |     |      |     |     |     |     |     |     |     |     |     |
| DIN | Dinamo Pančevo           |     |     |      |     |     |     |     |     |     |     |     |     |
| HAJ | Hajduk Kula              |     |     |      |     |     |     |     |     |     |     |     |     |
| PRO | Proleter Zrenjanin       |     |     |      |     |     |     |     |     |     |     |     |     |
| RAD | Radnik Vrbas             |     |     |      |     |     |     |     |     |     |     |     |     |
| RUS | Rusanda Melenci          |     |     |      |     |     |     |     |     |     |     |     |     |
| SLO | Sloven Ruma              |     |     |      |     |     |     |     |     |     |     |     |     |
| SUB | Subotica                 |     |     |      |     |     |     |     |     |     |     |     |     |
| VRŠ | Vršac                    |     |     |      |     |     |     |     |     |     |     |     |     |
| ŽEL | Železničar Inđija        |     |     |      |     |     |     |     |     |     |     |     |     |
| |                          |     |     |      |     |     |     |     |     |     |     |     |     |
| podebljan rezultat - utakmice od 1. do 12. kola (1. utakmica između klubova) rezultat normalne debljine - utakmice od 12. do 22. kola (2. utakmica između klubova) rezultat nakošen - nije vidljiv redoslijed odigravanja međusobnih utakmica iz dostupnih izvora rezultat nakošen i smanjen * - iz dostupnih izvora nije uočljiv domaćin susreta prekrižen rezultat - poništena ili brisana utakmica p - utakmica prekinuta 3:0 p.f. / 0:3 p.f. - rezultat 3:0 bez borbe n.i. - nije igrano |                          |     |     |      |     |     |     |     |     |     |     |     |     |

 Izvori: 